# Hypohyperphrixus latilamellaris
Hypohyperphrixus latilamellaris är en kräftdjursart som beskrevs av Hugo Frederik Nierstrasz och Brender à Brandis 1932. Hypohyperphrixus latilamellaris ingår i släktet Hypohyperphrixus och familjen Bopyridae. Inga underarter finns listade i Catalogue of Life.